# 인도네시아 독립 전쟁
인도네시아 독립 전쟁(인도네시아어: Revolusi Nasional Indonesia)은 일본이 제2차 세계 대전에서 연합국에 항복한 후 이전 네덜란드령 동인도에서 독립을 선언한 인도네시아를 인정하지 않고 다시 식민지화에 나선 네덜란드 사이 발생한 전쟁이다. 1945년에서 1949년까지 4년 5개월에 걸친 전쟁에서 이상 10만 명이 사망했다.
더 좁게는 1947년 7월 21일과 1948년 12월 19일 두 차례에 걸쳐 네덜란드 군대가 인도네시아에 군사 침공 한 결과 발생한 대규모 군사 충돌을 의미하며, 네덜란드 측이 자국의 군사 행동을 "경찰 행동"(Politionele acties)이라고 한다. 그러나 일반적으로는 인도네시아와 네덜란드 사이 군사 충돌뿐만 아니라 네덜란드령 동인도에 진주한 영국군과 인도네시아의 무장 조직의 무력 충돌, 인도네시아 국내에서 반란 사건이나 정치 투쟁, 그리고 군사 충돌과 거의 동시에 진행된 네덜란드와 국제 연합의 외교 교섭 등 인도네시아의 독립을 향한 일련의 정치 과정을 총칭하여 인도네시아 독립 전쟁이라고 부르기도 한다.
또한 식민지 시대와 일본 군정기에는 네덜란드령 동인도 각지에서 전통적인 영주층이나 귀족 계층이 위정자에 의해 권한이 보호되어 왔지만, 독립 선언 후 인도네시아 인 급진적인 청년층 및 군비 세력에 의해 그 사람의 지위와 특권을 박탈하는 사회 혁명의 움직임이 보였다. 이러한 움직임을 포함하여 일련의 사건을 8월 혁명이라고 칭한다. 결과적으로, 인도네시아는 1949년 독립을 이룩하였다.

## 배경
인도네시아 독립 운동은 1908년 5월에 시작되었으며, 이는 "국가 각성의 날" (Hari Kebangkitan Nasional)로 기념된다. 부디 우토모, 인도네시아 국민당(PNI), 사레카트 이슬람, 인도네시아 공산당(PKI)과 같은 네덜란드 식민주의로부터의 독립을 지지하는 인도네시아 민족주의와 운동은 20세기 상반기에 빠르게 성장했다. 부디 우토모, 사레카트 이슬람과 다른 사람들은 인도네시아가 자치권을 부여받기를 바라며 네덜란드가 시작한 '볼크스라드'("인민위원회")에 가입함으로써 협력 전략을 추구했다.
다른 사람들은 네덜란드 동인도 식민지에서 자치의 자유를 요구하는 비협조적인 전략을 선택했다. 이 지도자들 중 가장 주목할 만한 것은 수카르노와 모하마드 하타, 네덜란드 윤리 정책의 교육 개혁의 혜택을 받은 두 명의 학생과 민족주의 지도자였다.
제2차 세계 대전 중 3년 반 동안 일본에 의한 인도네시아 점령은 후속 혁명에서 중요한 요소였다. 네덜란드는 일본군에 대항하여 식민지를 방어할 수 있는 최소한의 능력을 가지고 있었고, 초기 공격 후 불과 3개월 만에 일본은 네덜란드령 동인도를 점령했다. 자바에서, 그리고 수마트라(인도네시아의 두 개의 지배적인 섬)에서, 일본은 민족주의 정서를 퍼뜨리고 장려했다. 이것은 인도네시아 독립에 대한 이타적인 지원보다 일본의 정치적 이익을 위해 더 많이 이루어졌지만, 이 지원은 새로운 인도네시아 기관(지역 이웃 조직 포함)과 수카르노와 같은 높은 정치 지도자를 만들었다. 후속 혁명과 마찬가지로, 일본은 네덜란드가 만든 경제, 행정 및 정치 인프라의 대부분을 파괴하고 대체했다.
1944년 9월 7일, 일본에게 전쟁이 나쁘게 진행됨에 따라, 총리 코이소는 인도네시아의 독립을 약속했지만, 날짜는 정해지지 않았다. 수카르노 지지자들에게, 이 발표는 일본인과의 협력에 대한 옹호로 여겨졌다.

## 주권 이전
인도네시아 공화당의 저항과 적극적인 국제 외교의 탄력성은 식민지를 재건하려는 네덜란드의 노력에 반대하는 세계 여론을 형성했습니다. 두 번째 '경찰 행동'은 네덜란드의 대의에 대한 외교적 재앙이었다.
새로 임명된 미국 국무장관 Dean Acheson은 네덜란드 정부를 이전에 유엔이 추천했지만 그때까지 네덜란드가 도전한 협상으로 밀어붙였다. 네덜란드-인도네시아 원탁 회의는 1949년 8월 23일부터 1949년 11월 2일까지 헤이그에서 공화국, 네덜란드, 네덜란드가 만든 연방 주 사이에서 열렸다. 네덜란드는 '인도네시아 미국'(RUSI)으로 알려진 새로운 연방 국가에 대한 인도네시아의 주권을 인정하기로 동의했다. 그것은 네덜란드 뉴기니를 제외한 전 네덜란드령 동인도의 모든 영토를 포함할 것이다; 합의된 주권은 주권 이전 후 1년 이내에 인도네시아와의 추가 협상이 있을 때까지 네덜란드에 의해 유지될 것이다. 인도네시아가 양보한 또 다른 문제는 45억 길더에 달하는 네덜란드 동인도 부채를 갚는 것이었다. 이 금액은 인도네시아가 "Politionele acties"의 식민지 정부 비용을 지불했다는 것을 의미한다. 주권은 1949년 12월 27일에 공식적으로 양도되었고, 새로운 주는 즉시 미국에 의해 인정되었다. 공화당이 통제하는 자바와 수마트라는 함께 7개 주, 9개 지역 RUSI 연맹에서 단일 주를 형성했지만, 인구의 거의 절반을 차지했다. 다른 15개의 '연방' 주와 영토는 1945년부터 네덜란드에 의해 만들어졌다. 이 단체들은 1950년 상반기에 공화국으로 해산되었다. 1950년 1월 23일 웨스터링의 정의 통치자의 여전 (APRA)에 의한 반둥과 자카르타에서 중복된 반공화국 쿠데타는 서부 자바의 인구가 많은 파순단 주의 해체를 초래하여 연방 구조의 해체를 가속화했다. 대부분 암본인이었던 식민지 군인들은 1950년 4월 마카사르 봉기 동안 마카사르에서 공화당 군대와 충돌했다. 주로 기독교 암보네즈는 친네덜란드 정서를 가진 몇 안 되는 지역 중 하나였으며, 그들은 자바 무슬림이 지배하는 공화국을 의심했고, 그들은 그들을 좌파로 불리하게 여겼다.
카르토수위료는 1949년 8월 7일 인도네시아 이슬람 국가의 설립을 선포했고, 서자바, 아체, 남술라웨시에서 인기 있는 이맘으로 이름을 지었다. 그의 그룹은 1955년에 그룹의 부이맘이 될 Aceh의 주지사인 Daud Beureueh를 포함한 많은 인도네시아인들의 지지를 받았다. (Beureueh는 1957년에 정부에 항복했다.) 인도네시아 군대의 요소들은 버려졌고 다룰 이슬람에 합류했다.
Kartosuwirjo는 또한 인도네시아 정부에 대항하여 정의 통치자 군단(APRA)으로 알려진 반란을 이끌고 있던 Royal Netherlands East Indies Army의 전 장교인 Raymond Westerling과 동맹을 맺었다. APRA는 반둥에 있는 군대의 거점에서 인도네시아 육군에 의해 빠르게 패배했고, 웨스터링은 1950년에 싱가포르로 도망쳤다. 정부에 항복하기를 거부한 전 APRA 병사들은 다룰 이슬람에 합류했다. 1950년 4월 25일, 독립적인 남말루쿠 공화국 (RMS)이 암본에서 선포되었지만 이것은 7월부터 11월까지 캠페인 기간 동안 공화당 군대에 의해 진압되었다. 이제 동수마트라 주가 유일하게 남아 있는 연방 국가가 되면서 이 지역 역시 붕괴되어 단일 공화국과 같은 계열이 되었습니다. 인도네시아 독립 선언 5주년인 1950년 8월 17일, 수카르노는 인도네시아 공화국을 단일 국가로 선포했다.

## 네덜란드 사과
2013년, 네덜란드 정부는 인도네시아 국민에 대한 폭력에 대해 사과했다. 2016년, 네덜란드 외무부 장관 Bert Koenders는 1947년 네덜란드 군대가 400명의 인도네시아 마을 사람들을 학살한 것에 대해 사과했다. 2020년 3월 인도네시아를 방문하는 동안, 빌렘-알렉산더 왕은 네덜란드 군대의 "과도한 폭력"에 대해 깜짝 사과했다.
2022년 2월 17일, "인도네시아의 독립, 탈식민지화, 폭력 및 전쟁, 1945-1950"이라는 제목의 주요 네덜란드 역사 검토가 발표되었다. 이 연구는 세 기관에 의해 이루어졌다: Royal Netherlands Institute of Southeast Asian and Caribbean Studies (KITLV), Netherlands Institute for Military History (NIMH) 및 NIOD Institute for War, Holocaust and Genocide Studies.그 검토는 네덜란드가 전쟁 중에 체계적이고 과도한 폭력을 사용했다고 결론지었다. 리뷰에 따르면, "네덜란드 군대에 의한 극단적인 폭력의 사용은 널리 퍼졌을 뿐만 아니라 종종 고의적이었다" 그리고 "정치적, 군사적, 법적 등 모든 수준에서 용인되었다." 같은 날, 네덜란드 총리 Mark Rutte는 전쟁 중 네덜란드가 저지른 잔학 행위와 과거 네덜란드 정부가 그것을 인정하지 못한 것에 대해 사과했다.

## 같이 보기
- 독립기념일 (인도네시아)